# Marc-Henri Collomb
Pour les articles homonymes, voir Collomb.
Marc-Henri (dit Marc) Collomb est un architecte et professeur d’architecture originaire du canton de Vaud, en Suisse. 
Le bureau d'architectes Atelier Cube a été fondé en 1982 par Marc Collomb, son frère Guy Collomb et Patrick Vogel.

## Biographie
Marc-Henri Collomb, fils de Henri Collomb (1923-2009), lui aussi architecte, est né en 1953 à Payerne.

### L'architecte
Marc Collomb étudie de 1973 à 1978 à l’École polytechnique fédérale de Lausanne (EPFL), et à la Cooper Union à New York. Il obtient en 1979 son diplôme d’architecture à l’EPFL.
En 1982, Marc Collomb est cofondateur du bureau d’architectes Atelier Cube. Il est professeur invité à l’EPFL  en 1986, à l’université de Pennsylvanie en 2000 et à l’université de Sassari en 2004-2006.
Par ailleurs, Marc Collomb est responsable en 1991 de la planification et de la réalisation du tracé vaudois de la Voie Suisse autour du lac des Quatre-Cantons, créée à l’occasion du 700e anniversaire de la Confédération suisse.
Dès 1998, il est professeur à l’Academia di Architettura de l’université de la Suisse italienne à Mendrisio. Il y est nommé professeur ordinaire, puis directeur en 2013, succédant à Mario Botta. Il s’engage pour une direction « chorale » : « La nouvelle direction sera organisée de manière chorale, car nous sommes tous non-directeurs mais architectes et à notre tour, nous devons assumer cette fonction ». Riccardo Blumer lui succède en 2017.

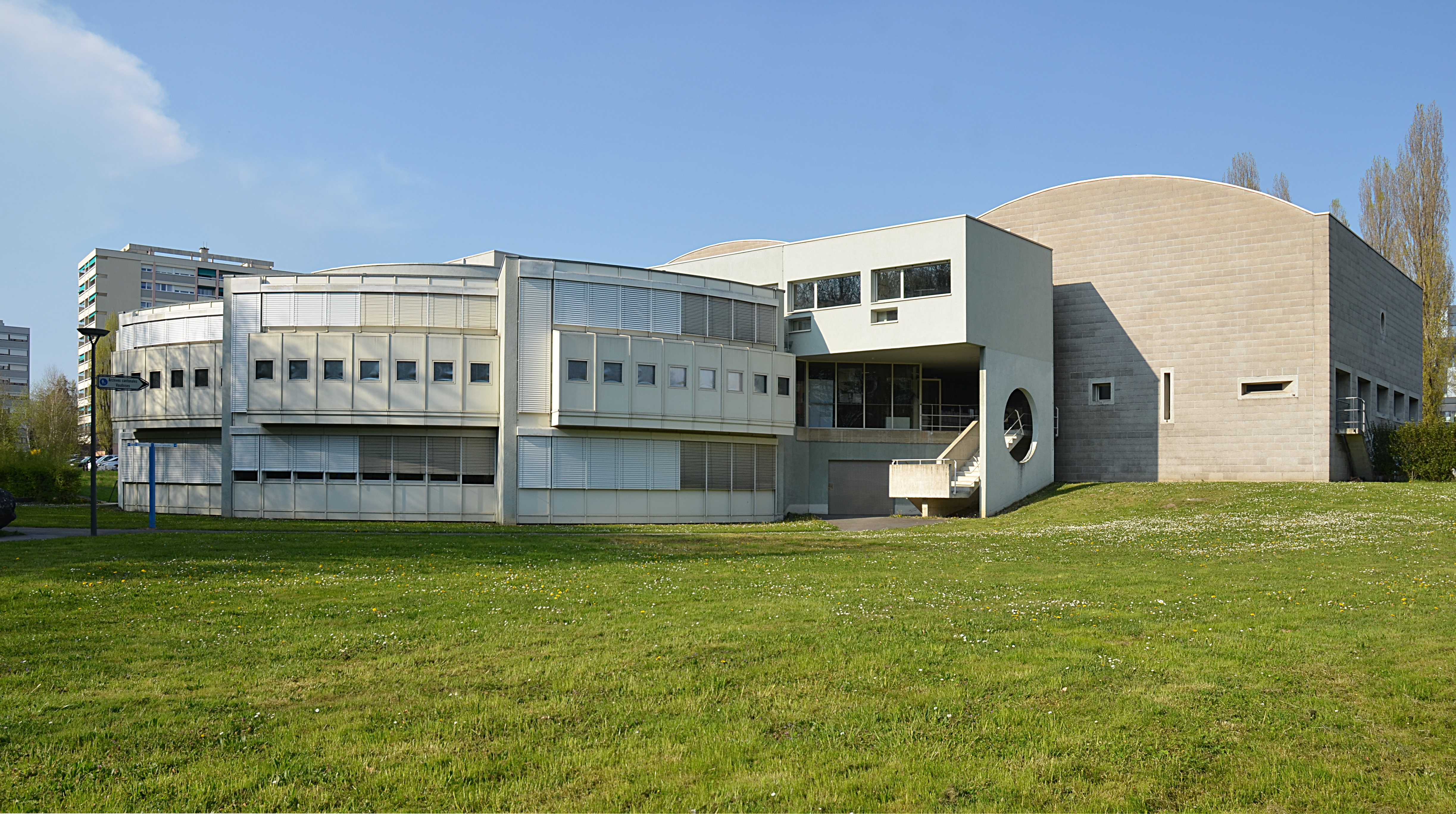
1982 Bâtiment des Archives cantonales vaudoises.

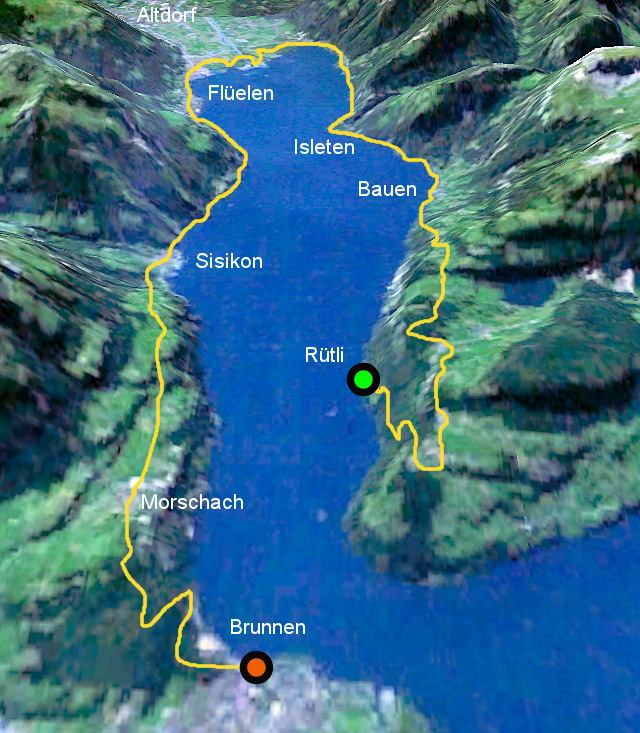
1991 Voie Suisse.

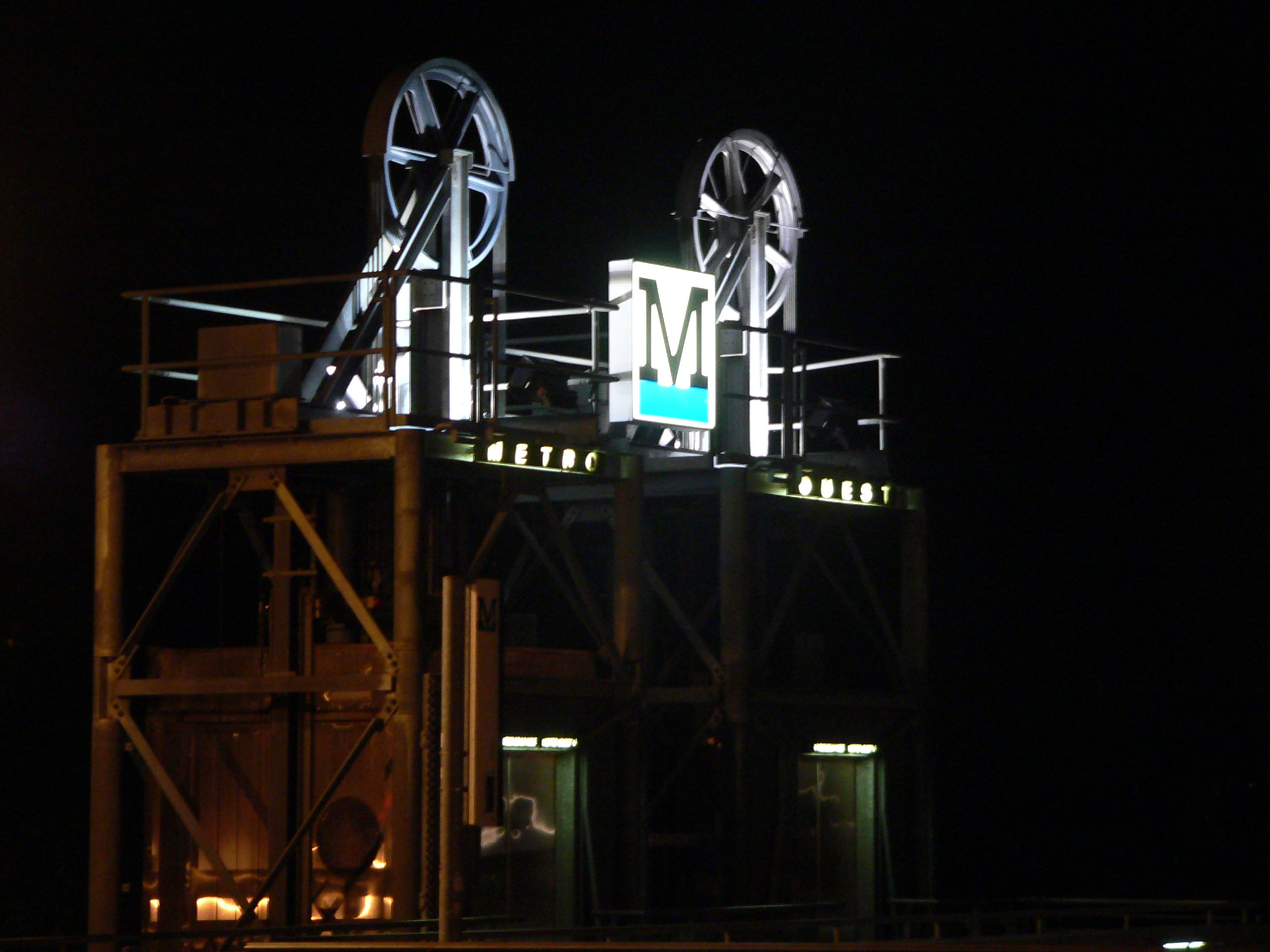
1994 Ascenseurs du Pont Chauderon.

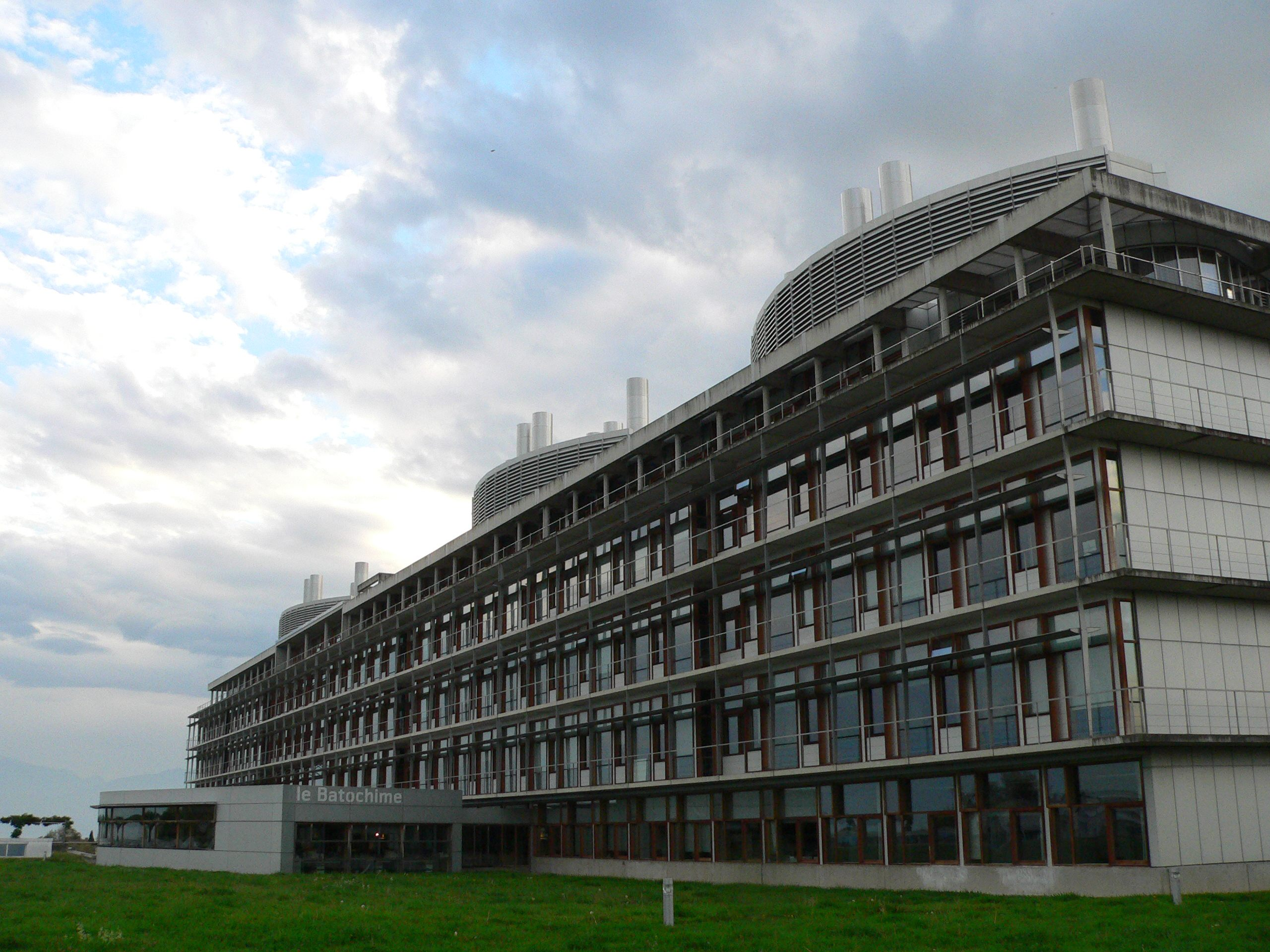
1995 bâtiment de chimie de l’université de Lausanne.

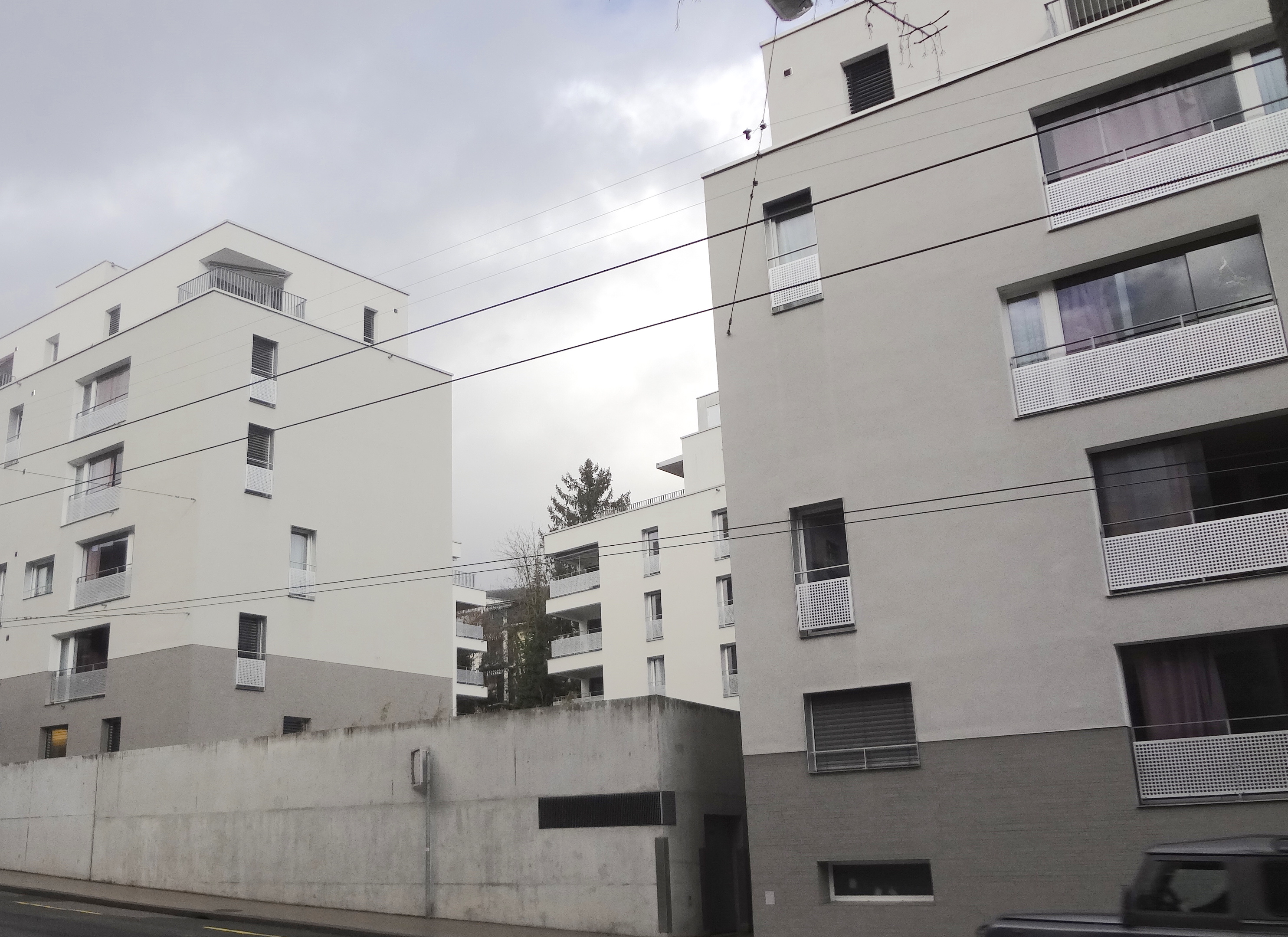
2010 Rue de la Borde.

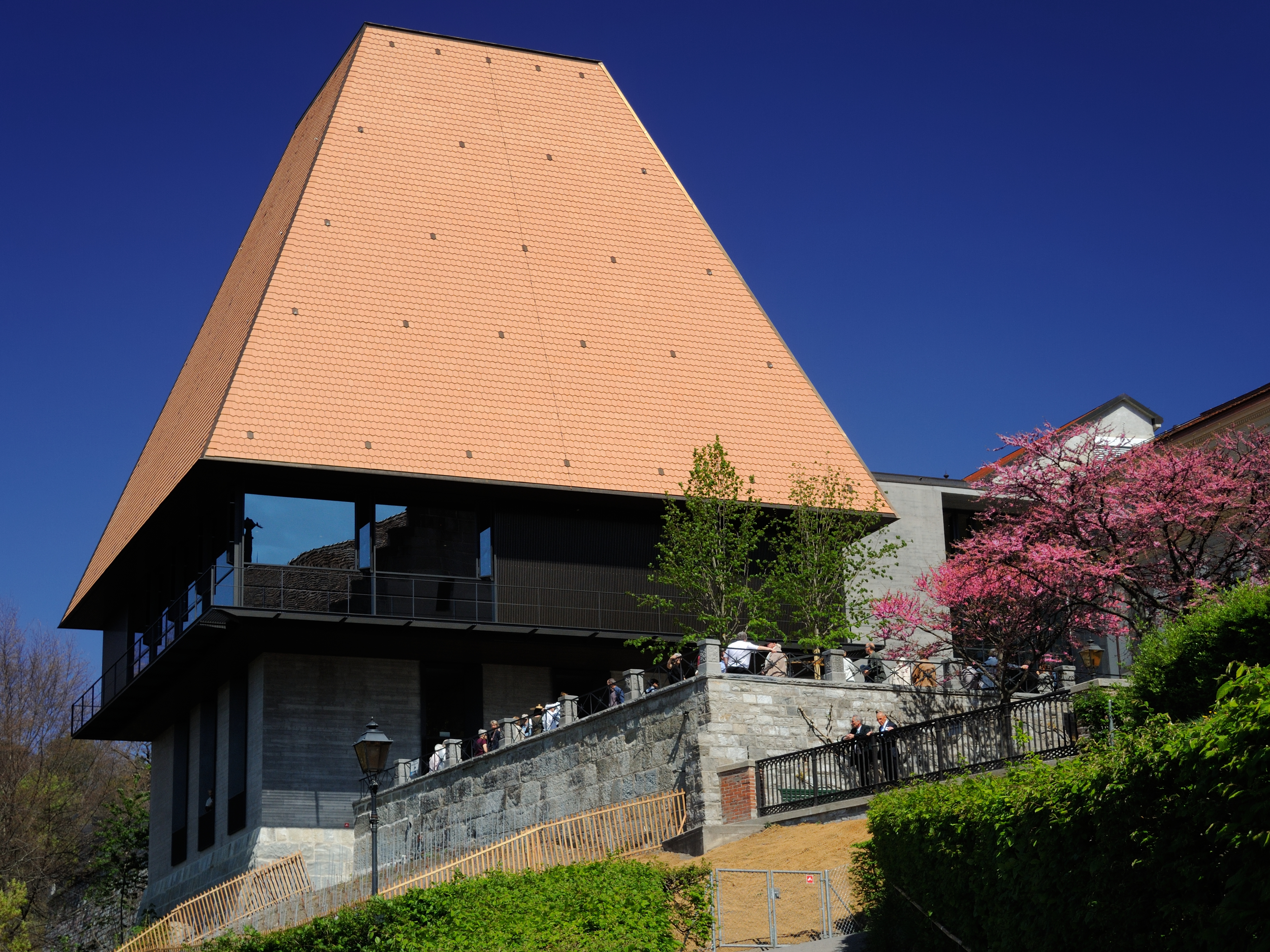
2017 Parlement vaudois.

La reconstruction du Parlement vaudois à la suite d'un incendie en 1992 fait l’objet d’un concours lancé en 2007 et gagné par le projet « Rosebud » de l’Atelier Cube, associé à Bonell i Gill à Barcelone, en 2009. Mais en juillet 2012 un referendum récolte 12 000 signatures sous le titre « Non au toit ! ». Marc Collomb fait face à une « tempête » médiatique. En novembre de la même année le Grand Conseil adopte un projet remanié (volumes et matériaux) et les travaux peuvent commencer en 2014. Marc Collomb répond à un journaliste du quotidien Le Temps qui l’interroge fin 2012 sur le statut de l’architecture en Suisse romande : « Il y a un déficit de connaissance et d’intérêt pour l’architecture, c’est sûr. De la frilosité peut-être. Et beaucoup de conservatisme chez des personnes figées dans le passé. Mais c’est la quête de l’architecte : toujours relever de nouveaux défis ».

### Vie privée
En 2016, Marc Collomb est sélectionné pour participer à « La Grande Traversée des Alpes », un mois de marche de Saint-Gingolph à Menton avec dix autres personnes, dans le cadre d’une série documentaire de Passe-moi les jumelles (RTS). Cela lui donne l’occasion de faire une pause : « Je suis architecte depuis 37 ans, enseignant depuis 20 ans et je ne me suis jamais arrêté. (…) J’ai découvert que marcher en montagne était un luxe qui permettait de vivre pleinement le moment présent ».

## Atelier Cube
Marc Collomb fonde le bureau d'architectes Atelier Cube en 1982 avec pour associés son frère Guy-Emmanuel (dit Guy) Collomb et Patrick Vogel, après qu’ils aient gagnés ensemble le premier prix du concours pour le bâtiment des Archives cantonales vaudoises. Un choisissant comme nom Atelier Cube, les fondateurs ont montré leurs intentions : « Lignes claires, simplicité, rigueur » comme le résume un journaliste en 1997. 
Dans un article consacré aux concours d'architecture dans le canton de Vaud paru en 1995, l’historien de l’architecture Jacques Gubler considère le choix du nouveau bâtiment des Archives cantonales vaudoises (1980-1984) comme « l’ouverture d’une époque nouvelle (…) une nouvelle façon de construire l’emporta sur l’architecture officielle (...) L’Atelier Cube partait d’une fonctionnalité très intelligemment résolue et la magnifiait par une dimension poétique ».
Atelier Cube rénove deux bâtiments à la rue de la Borde, construits par l’Office vaudois de constructions à caractère social en 1958-1960. Un article sur cette « rénovation pilote » paru en 1994, affirme que « (ces travaux) posent un repère dans l’histoire des rénovations de la région, en montrant qu’une remise à neuf peut ne pas se borner à refaire l’enveloppe mais s’élargir à une intervention architecturale redéfinissant les espaces ».
Atelier Cube réalise de nombreux travaux qui retiennent l’attention de la critique et font l’objet en 1996 d’une exposition réalisée par l’Institut d’histoire et théorie de l’architecture (GTA) de l’École polytechnique fédérale de Zurich (EPFZ). Le « jeune bureau » d’architectes se consacre à « l'élaboration d'une expression néomoderniste, associant une technologie de construction inventive à un style minimaliste. Il combine espaces vides et corps solides d'une manière précise et pleine d'égards caractérisée par la rigueur, la simplicité, l'économie et une formulation des détails articulés de façon peu orthodoxe » (R. Slutzky).
Dans le catalogue de l’exposition de 1996, le groupe lance le slogan « Démodons la mode », et s'explique : « Le style est passager, en architecture comme pour les habits. Il n'y a que l’homme qui ne se démode pas, il est au centre de notre travail. Nous nous référons moins à des modèles qu’à des valeurs comme la convivialité », et plus loin : « Il faut donner une réponse juste aux choses, on y arrive mieux par la simplicité qu’avec des fioritures. ». 
Le bureau regroupe de 10 à 15 collaborateurs.

## Œuvres (sélection)
« Les trois architectes, aux personnalités bien différentes, pensent leurs projets ensemble » : les projets sont conçus à trois,  une « communication essentielle pour le travail de fond », ensuite la tâche est déléguée mais le regard des deux autres reste utile pour « garder la cohérence du projet », pour « la fraîcheur d’un avis extérieur ».
- 1982, Chavannes-près-Renens, Archives cantonales vaudoises, dépôts d’archives, salle de consultation, administration, atelier de conservation[16],[17]
- 1983, Écublens, La Garance, centre équestre[18]

- 1985, Lausanne, Boissonnet, 34 logements subventionnées pour la coopérative Colosa[19]

- 1987, Écublens-EPFL, halle d’expérimentation, laboratoires et bureaux pour le Centre de recherche en physique des plasmas (CRPP-TCV)[20]

- 1989, Signy, station transformatrice de la Compagnie vaudoise d’électricité, projet « PIET » – 1er prix du concours (ex aequo)[21]

- 1993, Lausanne, Prés-de-Vidy, « Jeunotel », hôtel à prix modérés[22] – 1er prix du concours[23]

- 1994, Lausanne, Borde, rénovation d’immeubles à caractère social[13]

- 1994, Lausanne, ascenseurs publics du pont Chauderon[24],[25]

- 1995, Écublens-UNIL, bâtiment de chimie de l’université de Lausanne (« Batochime »), en association avec Atelier Niv-0 (Ivo Frei)[26],[27]

- 1998, Lausanne, chemin des Plaines, quatre maison accolées en bois[28]

- 1999, Bière, arsenal fédéral de la place d’armes, bâtiments administratifs, ateliers, halles de réparation[15]

- 2004, Pully, Alpes, immeuble de 33 logements, garderie, dépôts et parkings[15]

- 2006, Lausanne, Chauderon, immeuble multifonctionnel de 27 logements, centre de soins psychiatriques, classes d’accueil, pour la société coopérative « Logement Idéal » (en consortium avec Tribu’Architecture)

- 2008, Lausanne, Beaulieu, logements pour aînés au chemin des Grandes-Roches 7[29]

- 2009, Lausanne, Maillefer, construction de 233 logements pour la Société coopérative d’habitation Lausanne (en association avec CCHE Architecture)

- 2010, Lausanne, La Borde, quartier de 72 logements, garderie et CMS – 1er prix du concours

- 2017, Lausanne, Parlement vaudois, reconstruction (avec Bonell i Gill à Barcelone) de la partie supérieure du bâtiment de Grand Conseil élevé en 1804 par l’architecte Alexandre Perregaux et détruit par un incendie accidentel en 1992[30]

- (2017 en cours), Pompaples, plateau de Saint-Loup, École de soins et santé communautaire (ESSC) – 1er prix du concours[31]

## Publications
- Jean Pierre Dresco et Marc Collomb, « La commande publique », as (Architecture suisse), no 206,‎ 2017 (lire en ligne, consulté le 22 janvier 2018)

- (it) Marc Collomb et Monica Sciarini, « Casa Albairone, la regalità nell'alloggio collettivo », Archi : rivista svizzera di architettura, ingegneria e urbanistica = Swiss review of architecture, engineering and urban planning, no 4,‎ 2013, p. 65-69 (lire en ligne, consulté le 23 janvier 2018)

- (de + fr) Marc Collomb, « Landschaftsplanung in Vennes = Plan paysager de Vennes », Anthos : Zeitschrift für Landschaftsarchitektur = Une revue pour le paysage, Fédération Suisse des Architectes Paysagistes (FSASP), vol. 49 (cahier 2 : Suisse romande),‎ 2010, p. 22-25 (lire en ligne, consulté le 23 janvier 2018)

- (it) Marc Collomb, « Una composizione precisa, rigorosa, razionale », Archi : rivista svizzera di architettura, ingegneria e urbanistica = Swiss review of architecture, engineering and urban planning, no 1,‎ 2008, p. 46 (lire en ligne, consulté le 23 janvier 2018)

- Marc Collomb, « Le logement du futur : coloniser la ville, coloniser la banlieue », Habitation, section romande de l'Association Suisse pour l'Habitat, vol. 68, no 1,‎ 1996, p. 16-19 (lire en ligne, consulté le 23 janvier 2018)

- Marc Collomb, « Architecture, lumière, vie », Habitation, section romande de l'Association Suisse pour l'Habitat, vol. 66, no 2,‎ 1994, p. 12-13 (lire en ligne, consulté le 23 janvier 2018)

- Guy Collomb, Marc Collomb et Patrick Vogel, « Restauration de l'ancienne auberge de la "Croix-Blanche" à Morges », Ingénieurs et architectes suisses, vol. 111, no 14,‎ 4 juillet 1985, p. 270-273 (lire en ligne, consulté le 23 janvier 2018)

## Expositions
Le département d'architecture de l'EPFL réalise une exposition avec trois bureaux d'architecture en Suisse romande dont Atelier Cube, en février 1989.
L'Institut de théorie et d'histoire de l’architecture (GTA) de l'École polytechnique fédérale de Zurich (EPFZ) réalise une exposition sur les réalisations de l’Atelier Cube du 5 novembre au 3 décembre 1997.

## Distinctions
Atelier Cube reçoit la « Distinction vaudoise d’architecture » en 1991 pour un immeuble d’habitation à loyer modéré au chemin de Boissonnet et en 1997 pour le « Jeunotel » de Vidy et l’école de chimie.
L’engagement de Marc Collomb pendant 15 ans comme président du jury du « Prix Solaire Suisse » lui vaut en 2015 un prix d’honneur.
La rénovation du Parlement vaudois en 2017 par Atelier Cube et Bonell i Gil est l’un des huit projets couronnés en 2018 par la Distinction romande d'architecture (DRA),.

## Filmographie
Raum - Stadt - Bauten. Neue Architektur in der französischen Schweiz, film d’Edith Jud, [Zurich] : SF DRS : 3sat, [1998].